# Política verde

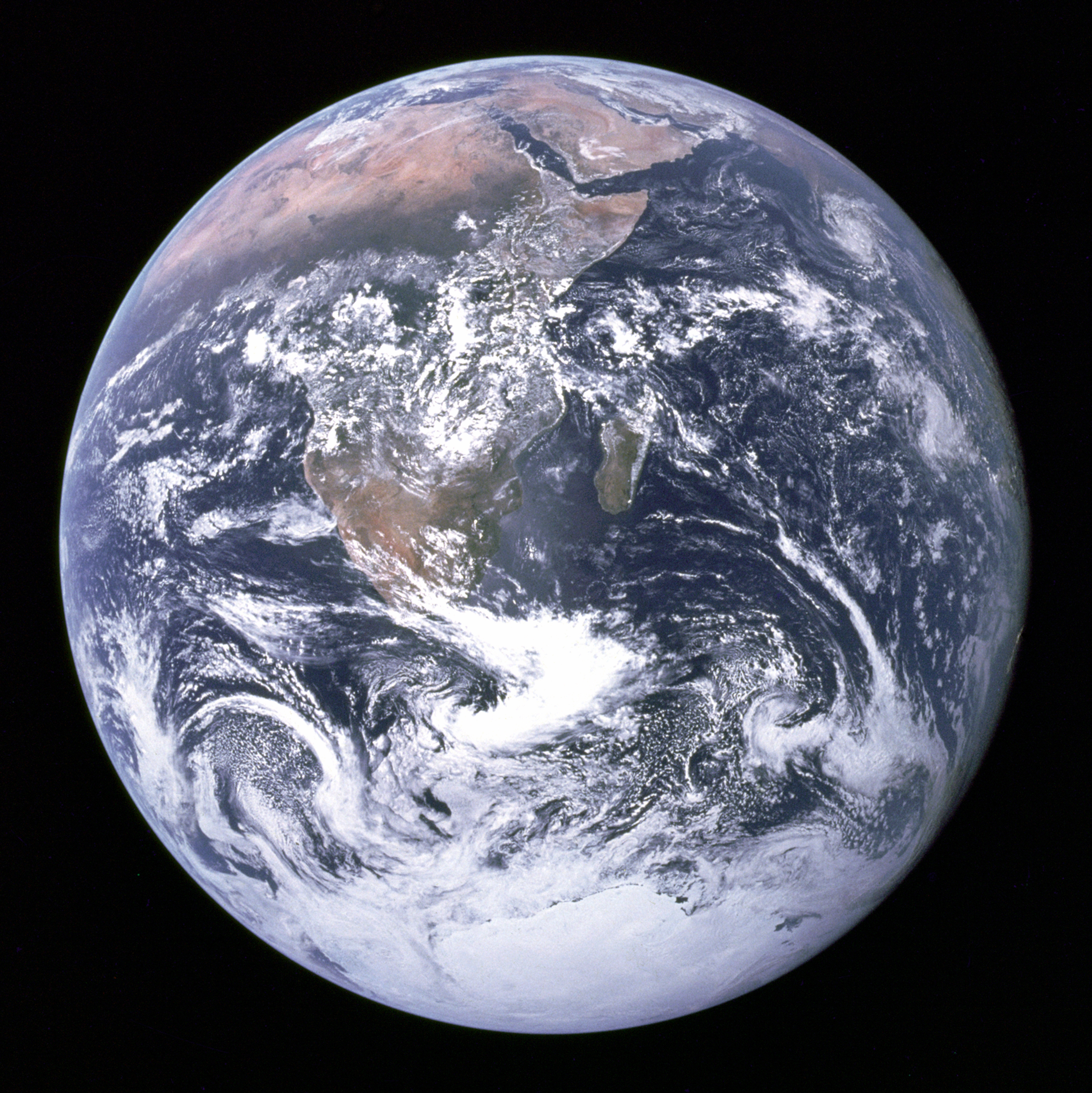
La Tierra fotografiada desde el espacio.

La política verde o ecopolítica es una ideología que pretende fomentar una sociedad ecológicamente sostenible, a menudo, pero no siempre, basada en el ecologismo, la no violencia, la justicia social y la democracia de base. Comenzó a tomar forma en el mundo occidental en la década de 1970; desde entonces, los partidos verdes se han desarrollado y establecido en muchos países de todo el mundo y han logrado cierto éxito electoral.
El término político verde se utilizó inicialmente en relación con die Grünen (en alemán, "los verdes"), un partido verde formado a finales de la década de 1970. El término ecología política se utiliza a veces en los círculos académicos, pero ha llegado a representar un campo de estudio interdisciplinar, ya que la disciplina académica ofrece amplios estudios que integran las ciencias sociales ecológicas con la economía política en temas como la degradación y la marginación, el conflicto medioambiental, la conservación y el control y las identidades medioambientales y los movimientos sociales.
Los partidarios de la política verde tienden a compartir muchas ideas con los movimientos conservacionistas, ecologistas, feministas y pacifistas. Además de la democracia y las cuestiones ecológicas, la política verde se preocupa por las libertades civiles, la justicia social, la no violencia, a veces variantes del localismo y tiende a apoyar el progresismo social. Las plataformas de los partidos verdes se consideran en gran medida de izquierdas en el espectro político. La ideología verde tiene conexiones con otras ideologías políticas ecocéntricas, como el ecofeminismo, el ecosocialismo y el anarquismo verde, pero hasta qué punto pueden considerarse formas de política verde es una cuestión de debate. A medida que se desarrollaba la filosofía política verde de izquierdas, también surgieron movimientos opuestos en la derecha que incluyen componentes ecológicos, como el ecocapitalismo y el conservadurismo verde.

## Historia

### Influencias
Los partidarios de la política verde tienden a considerarla parte de una cosmovisión superior y no simplemente una ideología política. La política verde extrae su postura ética de diversas fuentes, desde los valores de los pueblos indígenas hasta la ética de Mahatma Gandhi, Baruch Spinoza y Jakob von Uexküll. Estas personas influyeron en el pensamiento verde por su defensa de la previsión a largo plazo séptima generación, y sobre la responsabilidad personal de cada individuo para tomar decisiones morales.
El malestar por las consecuencias adversas de las acciones humanas sobre la naturaleza es anterior al concepto moderno de ecologismo. Comentaristas sociales tan distantes como la antigua Roma y China se quejaban de la contaminación del aire, el agua y el ruido.
Las raíces filosóficas del ecologismo se remontan a pensadores ilustrados como Rousseau en Francia, y más tarde al escritor y naturalista Thoreau en Estados Unidos. El ecologismo organizado comenzó a finales del siglo XIX en Europa y Estados Unidos, como reacción a la Revolución Industrial y su énfasis en la expansión económica desenfrenada. 
La «política verde» comenzó como movimientos de conservación y preservación, como el Sierra Club, fundado en San Francisco en 1892.
Las plataformas verde-izquierdistas, como las que conforman los partidos verdes hoy en día, toman la terminología de la ciencia de la ecología, y la política del ecologismo, la ecología profunda, el feminismo, el pacifismo, el anarquismo, el socialismo libertario, el posibilismo libertario, socialdemocracia, ecosocialismo, y/o ecología social o libertarismo verde. En la década de 1970, a medida que estos movimientos crecían en influencia, la política verde surgió como una nueva filosofía que sintetizaba sus objetivos. El movimiento político del Partido Verde no debe confundirse con el hecho no relacionado de que en algunos partidos de extrema derecha y fascistas, el nacionalismo se ha vinculado en ocasiones a una especie de política verde que promueve el ecologismo como una forma de orgullo por la «patria», según una minoría de autores.

#### Desarrollo temprano
En junio de 1970, un grupo holandés llamado Kabouters ganó 5 de los 45 escaños del Amsterdam Gemeenteraad (Ayuntamiento), así como dos escaños en los ayuntamientos de La Haya y Leeuwarden y un escaño en Arnhem, Alkmaar y Leiden. Los Kabouters fueron una consecuencia de los Planes Blancos ecologistas de Provo y propusieron los «Groene Plannen» («Planes Verdes»).

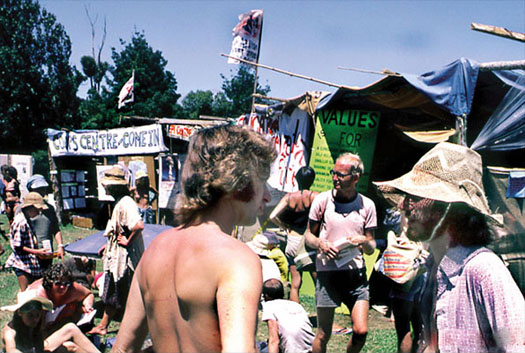
Personas haciendo campaña para el Values Party, considerado el primer partido ecologista a nivel nacional del mundo, en Nambassa,1979

El primer partido político creado con su base en cuestiones medioambientales fue el Grupo Unido de Tasmania, fundado en Australia en marzo de 1972 para luchar contra la deforestación y la creación de una presa que dañaría el lago Pedder; aunque sólo obtuvo un tres por ciento en las elecciones estatales, inspiró la creación de partidos verdes en todo el mundo.  En mayo de 1972, una reunión en la Universidad Victoria de Wellington lanzó el Partido de los Valores, el primer partido verde de ámbito nacional que se presentó a las elecciones parlamentarias.  En noviembre de 1972, surgió el primer partido verde de Europa, PEOPLE en el Reino Unido.
El Partido Verde alemán no fue el primer Partido Verde de Europa en tener miembros elegidos a nivel nacional, pero se creó la impresión de que lo habían sido, porque atrajeron la mayor atención mediática: La Los Verdes alemanes, concurrió a sus primeras elecciones nacionales en las elecciones federales de 1980. Comenzaron como una coalición provisional de grupos cívicos y campañas políticas que, juntos, consideraban que sus intereses no estaban expresados por los partidos convencionales.    Tras presentarse a las elecciones al Parlamento Europeo de 1979 en Alemania Occidental, celebraron una conferencia en la que identificaron los cuatro pilares del Partido Verde que todos los grupos de la alianza original podían acordar como base de una plataforma común del partido: la soldadura de estos grupos como un partido único. Esta declaración de principios ha sido utilizada desde entonces por muchos partidos verdes de todo el mundo. Este partido acuñó por primera vez el término «Verde» («Grün» en alemán) y adoptó el símbolo del girasol. El término «Verde» fue acuñado por una de las fundadoras del Partido Verde alemán, Petra Kelly, tras visitar Australia y ver las acciones de la Federación de Trabajadores de la Construcción y su prohibición verde. En las elecciones federales de 1983, los Verdes obtuvieron 27 escaños en el Bundestag.

#### Otros acontecimientos
La primera incursión canadiense en la política verde tuvo lugar en las Maritimes, cuando 11 candidatos independientes (entre ellos uno en Montreal y otro en Toronto) se presentaron a las elecciones federales de 1980 bajo la bandera del Small Party. Inspirados por Small is Beautiful de Schumacher, los candidatos del Small Party se presentaron con el propósito expreso de presentar una plataforma antinuclear en esas elecciones. No se registró como partido oficial, pero algunos de los participantes formaron el Partido Verde de Canadá en 1983 (el Los Verdes de Ontario y el Los Verdes de la Columbia Británica también se formaron ese año). La líder del Partido Verde de Canadá Elizabeth May fue la instigadora y una de las candidatas del Partido Pequeño y finalmente fue elegida miembro del Partido Verde en las elecciones federales canadienses de 2011.
En Finlandia, la Liga Verde fue el primer partido verde europeo en formar parte de un gabinete estatal en 1995. Le siguieron los Verdes alemanes, que formaron gobierno con el Partido Socialdemócrata de Alemania (la «Alianza Rojo-Verde») de 1998 a 2005. En 2001, llegaron a un acuerdo para poner fin a la dependencia de la energía nuclear en Alemania, y acordaron permanecer en coalición y apoyar al gobierno alemán del canciller Gerhard Schröder en la Guerra de Afganistán de 2001. Esto les enfrentó a muchos Verdes de todo el mundo, pero demostró que eran capaces de hacer concesiones políticas difíciles.
En Letonia, Indulis Emsis, líder del Partido Verde y parte de la Unión de Verdes y Agricultores, una alianza de un partido agrario nórdico y el Partido Verde, fue primer ministro de Letonia durante diez meses en 2004, lo que le convirtió en el primer político del Verde en dirigir un país en la historia del mundo. En 2015, el compañero de partido de Emsis, Raimonds Vējonis, fue elegido presidente de Letonia por el Parlamento letón. Vējonis se convirtió en el primer jefe de Estado verde del mundo.
En el estado alemán de Baden-Wurtemberg, el Partido Verde se convirtió en el líder de la coalición con los socialdemócratas tras quedar segundo en las elecciones estatales de Baden-Wurtemberg. En las siguientes elecciones estatales, 2016, el Partido Verde se convirtió en el partido más fuerte por primera vez en un Landtag alemán.
En 2016, el antiguo líder de Los Verdes austriacos (1997 a 2008), Alexander Van der Bellen, que se presentaba oficialmente como independiente, ganó las elecciones presidenciales austriacas de 2016, convirtiéndose en el segundo jefe de Estado verde en todo el mundo y el primero elegido directamente por votación popular. Van der Bellen quedó segundo en la primera vuelta de las elecciones con el 21,3% de los votos, el mejor resultado de los Verdes austriacos en su historia. Ganó la segunda vuelta contra el ultraderechista Partido de la Libertad de Norbert Hofer con el 53,8% de los votos, convirtiéndose en el primer Presidente de Austria no respaldado ni por el Partido Popular ni por el Partido Socialdemócrata.

## Partidos políticos
| País            | Partido                                  | Fundación | Líder                                    |
| --------------- | ---------------------------------------- | --------- | ---------------------------------------- |
| Albania         | Partido Verde                            | 2001      | Edlir Petanaj                            |
| Alemania        | Alianza 90/Los Verdes                    | 1980      | Annalena Baerbock                        |
| Argentina       | Partido Verde                            | 2015      | Silvia Beatriz Vázquez                   |
| Australia       | Verdes Australianos                      | 1992      | Richard Di Natale                        |
| Austria         | Los Verdes-La Alternativa Verde          | 1986      | Werner Kogler y Eva Glawischnig-Piesczek |
| Bélgica         | Ecolo                                    | 1980      | Rajae Maouane y Jean-Marc Nollet         |
| Bélgica         | Verde                                    | 1982      | Nadia Naji y Jeremie Vaneeckhout         |
| Brasil          | Partido Verde                            | 1986      | José Luiz de França Penna                |
| Bulgaria        | Partido Verde                            | 1989      | Marina Dragomiretskaya                   |
| Canadá          | Partido Verde                            | 1983      | Elizabeth May                            |
| Chile           | Partido Ecologista Verde                 | 2006      | Félix González Gatica                    |
| Colombia        | Alianza Verde                            | 2005      | Antanas Mockus                           |
| Costa Rica      | Partido Verde Ecologista de Cartago      | 2004      | Rodrigo José Arias Gutiérrez             |
| España          | Verdes Equo                              | 2011      | Inés Sabanés y Florent Marcellesi        |
| Estados Unidos  | Partido Verde                            | 2001      | Howie Hawkins                            |
| Finlandia       | Liga Verde                               | 1987      | María Ohisalo                            |
| Francia         | Europa Ecología Los Verdes               | 2010      | Julien Bayou                             |
| Guatemala       | Movimiento Semilla                       | 2017      | Bernardo Arévalo                         |
| Irlanda         | Partido Verde                            | 1981      | Eamon Ryan                               |
| Islandia        | Movimiento de Izquierda-Verde            | 1999      | Katrin Jakobsdóttir                      |
| Letonia         | Partido Verde                            | 1990      | Raimonds Vējonis                         |
| Luxemburgo      | Los Verdes                               | 1983      | Djuna Bernard y Meris Šehović            |
| México          | Partido Verde Ecologista                 | 1993      | Karen Castrejón                          |
| Noruega         | Partido Verde                            | 1988      | Une Aina Bastholm                        |
| Nueva Zelanda   | Partido Verde                            | 1990      | James Shaw y Marama Davidson             |
| Países Bajos    | Izquierda Verde                          | 1989      | Jesse Klaver                             |
| Uruguay         | Partido Ecologista Radical Intransigente | 2013      | César Vega                               |
| República Checa | Partido Verde                            | 1990      | Michal Berg y Magdalena Davis            |
| Suecia          | Partido Verde                            | 1981      | Gustav Fridolin y Åsa Romson             |